# 特廖霍斯特罗夫斯卡亚农村居民点
特廖霍斯特罗夫斯卡亚农村居民点（俄语：Трёхостровское сельское поселение）是俄罗斯联邦伏尔加格勒州伊洛夫利亚区所属的一个农村居民点。其下辖有3个居民点，行政中心为特廖霍斯特罗夫斯卡亚。据2016年统计，该农村居民点的人口为1025人。